# Fet
Gmina Fet (norw. Fet kommune) – dawna norweska gmina w regionie Akershus. Jej siedzibą było miasto Fetsund. Została zlikwidowana 1 stycznia 2020 roku.
Fet było 355. norweską gminą pod względem powierzchni lądowej (2019).

## Demografia
Według danych z roku 2005 gminę zamieszkiwało 9567 osób. Gęstość zaludnienia wynosiła 54,33 os./km². Pod względem zaludnienia Fet zajmowało 105. miejsce wśród norweskich gmin.
| ludność stan na 1 stycznia 2005 |         |           |       |
|                                 | kobiety | mężczyźni | razem |
| osób                            | 4812    | 4755      | 9567  |
| %                               | 50,3%   | 49,7%     | 100%  |

| wykształcenie stan na 1 października 2004 |            |         |        |          |
|                                           | podstawowe | średnie | wyższe | nieznane |
| osób                                      | 1584       | 4268    | 1505   | 126      |
| %                                         | 21,17%     | 57,04%  | 20,11% | 1,68%    |

## Edukacja
Według danych z 1 października 2004:
- liczba szkół podstawowych (norw. grunnskolar): 5
- liczba uczniów szkół podst.: 1399

## Władze gminy
Według danych na rok 2011 administratorem gminy (norw. rådmann) był Lars Ole Saugnes, natomiast burmistrzem (norw. ordfører, d. borgermester) była Lisbet Lofthus Gabrielsen.